# Mihai Aioani
Mihai Aioani, né le 7 novembre 1999 à Buftea, est un footballeur roumain. Il joue au poste de gardien de but au Rapid Bucarest.

## Biographie

### En club
Il réalise ses débuts avec l'équipe première de Chindia Târgoviște le 9 mars 2016 en deuxième division, contre le Sportul Snagov, et son club l'emporte 7-0. Lors de la saison 2018-2019, il devient un titulaire indiscutable et le club monte en première division en remportant la Liga II. 
Il joue son premier match en première division le 15 juillet 2019, à l'extérieur face à Gaz Metan, et le match se termine sans vainqueur (2-2). 
Le 22 juin 2021, il signe pour quatre ans avec le Farul Constanta. 

### En sélection
Avec les espoirs, il est retenu afin de participer au championnat d'Europe espoirs en 2021. Lors de ce tournoi organisé en Hongrie et en Slovénie, il officie comme gardien remplaçant et ne joue pas la moindre minute. Malgré un bilan honiorale d'une victoire et deux nuls, la Roumanie est éliminée dès le premier tour. 
Il participe ensuite avec l'équipe olympique aux Jeux olympiques d'été de 2020, organisés lors de l'été 2021 à Tokyo. Lors du tournoi olympique, il officie comme gardien titulaire et joue les trois matchs de phase de poule. Malgré un bilan honorable d'une victoire, un nul et une défaite, la Roumanie est éliminée dès le premier tour. 
Le 2 septembre 2021, il figure pour la première fois sur le banc des remplaçants de l'équipe nationale A, mais sans entrer en jeu, lors d'une rencontre face à l'Islande. Ce match gagné 0-2 rentre dans le cadre des éliminatoires du mondial 2022.

## Palmarès
Chindia Târgoviște
- Championnat de Roumanie de deuxième division (1) :
  - Champion : 2018-2019.